# 格利澤3801
格利泽3801是一顆位於獵犬座附近的紅矮星，距離地球約30光年。